# Dąbrowa-Nowa Wieś
Dąbrowa-Nowa Wieś – wieś w Polsce położona w województwie podlaskim, w powiecie wysokomazowieckim, w gminie Czyżew.
W latach 1954–1957 wieś należała i była siedzibą władz gromady Dąbrowa-Nowa Wieś, po jej zniesieniu w gromadzie Dąbrowa Wielka. W latach 1975–1998 miejscowość administracyjnie należała do województwa łomżyńskiego.
Wierni kościoła rzymskokatolickiego należą do parafii św. Stanisława Biskupa i Męczennika w Dąbrowie Wielkiej.

## Historia
W XIX w. miejscowość tworzyła tzw. okolicę szlachecką Długa Dąbrowa w Powiecie mazowieckim, gmina Szepietowo, parafia Dąbrowa Wielka.
W roku 1827 w skład okolicy wchodziły:
- Dąbrowa-Bybytki, 9 domów i 66 mieszkańców. Folwark Bybytki z przyległymi w Łazach i Nowejwsi o powierzchni 324 morgów
- Dąbrowa-Cherubiny, 17 domów i 95 mieszkańców
- Dąbrowa-Gogole, 14 domów i 71 mieszkańców
- Dąbrowa-Kity, 3 domy i 23 mieszkańców
- Dąbrowa-Łazy, 29 domów i 170 mieszkańców
- Dąbrowa-Michałki, 21 domów i 125 mieszkańców
- Dąbrowa-Moczydły, 24 domy i 149 mieszkańców
- Dąbrowa-Nowawieś
- Dąbrowa-Szatanki, 98 domów i 60 mieszkańców
- Dąbrowa-Tworki, 6 domów i 46 mieszkańców
- Dąbrowa-Wielka
- Dąbrowa-Dołęgi, 28 domów i 139 mieszkańców
- Dąbrowa-Rawki, 17 domów i 127 mieszkańców (obecnie nie istnieje)
- Dąbrowa-Zgniła, parafia Jabłonka, 31 domów i 150 mieszkańców (obecnie nie istnieje)[8].

W 1921 naliczono tu 40 budynków z przeznaczeniem mieszkalnym oraz 261 mieszkańców (140 mężczyzn i 121 kobiet). Wszyscy podali narodowość polską.
Współcześnie istnieją również:
- Dąbrowa-Kaski
- Dąbrowa-Wilki
- Dąbrowa-Zabłotne

### Szkoła
Jednoklasowa szkoła powszechna w 1920 roku liczyła 84 uczniów, w 1922 - 56, 1923 - 52, 1924 - 46, 1925 - 48, 1930 - 39. 
Nauczyciele: 1924 - Ostrowski Czesław, 1925 - Wiśniewski Czesław, 1927-1931 - Tymińska Apolonia, 1935 - Powecka Maria, 1941 - Tomaszów Sergiusz.
12 września 1939 oddziały polskiej kawalerii stoczyły potyczkę z wojskami niemieckimi. Polacy zniszczyli jeden czołg. Wkrótce niemiecka artyleria ostrzelała wieś w wyniku czego śmierć odniosło 15 polskich żołnierzy. Rannych Niemcy rozjechali czołgami. W wyniku ostrzału cała wieś spłonęła a podczas zajmowania wsi żołnierze Wehrmachtu zamordowali kilkunastu mieszkańców (ustalono nazwiska 11 ofiar mordu).